# Баштево
Баштево (мкд. Баштево) је насеље у Северној Македонији, у североисточном делу државе. Баштево је у оквиру општине Крива Паланка.

## Географија
Баштево је смештено у североисточном делу Северне Македоније. Од најближег већег града, Куманова, село је удаљено 75 km источно.
Село Баштево се налази у историјској области Славиште. Насеље је положено високо, на јужним висовима планине Билина, на око 1.050 метара надморске висине.
Месна клима је планинска због знатне надморске висине.

## Становништво
Баштево је према последњем попису из 2002. године имао 13 становника. Од тога огромну већину чине етнички Македонци (100%).
Претежна вероисповест месног становништва је православље.